# Makilingia maculata
Makilingia maculata är en insektsart som beskrevs av Baker 1914. Makilingia maculata ingår i släktet Makilingia och familjen dvärgstritar. Inga underarter finns listade i Catalogue of Life.